# ジョン・オブ・ランカスター
ベッドフォード公爵ジョン・オブ・ランカスター（英語: John of Lancaster, Duke of Bedford, KG、1389年6月20日 - 1435年9月14日）は、イングランド・ランカスター朝の王族。
イングランド王ヘンリー4世の第3王子。甥にあたるイングランド王兼フランス王ヘンリー6世のフランス摂政として百年戦争後期のイングランド軍の総指揮をとった。

## 経歴

### 生い立ち
1389年6月20日に後にイングランド王ヘンリー4世となるダービー伯爵・ノーサンプトン伯爵ヘンリー・ボリングブルックとその妻メアリー・ド・ブーンの三男として生まれる。兄にイングランド王となるヘンリー5世、クラレンス公となるトマス、弟にグロスター公となるハンフリーがいる。
父がリチャード2世から王位を簒奪して即位した1399年より後にガーター勲章（騎士団）ナイトに叙せられた。1414年5月16日に一代限りの爵位としてベッドフォード公爵とケンダル伯爵に叙される。同年11月24日には世襲貴族リッチモンド伯爵に叙された。

### フランス摂政に就任
若年の頃から戦いに参加しており、1405年にイングランド貴族のノーサンバランド伯ヘンリー・パーシー、ヨーク大司教リチャード・スクループ、ノーフォーク伯トマス・モウブレーらが父に反乱を起こすと、迎撃に向かった父とウェストモーランド伯ラルフ・ネヴィルの軍に加わった。兄王ヘンリー5世の治世では1416年5月にイングランドを訪問した神聖ローマ皇帝ジギスムントの出迎え役の1人に選ばれ兄と共にジギスムントを歓迎する一方、8月にはイングランド海軍の指揮を任されフランスへ渡海、イングランドが確保したフランスの都市アルフルールの奪還を図ったフランス艦隊と衝突、勝利してアルフルールの救援に成功した。また、1415年からイングランド軍占領下フランスの防衛を任されていた。
1422年に兄が崩御すると次の王で甥ヘンリー6世（イングランド王にしてトロワ条約によるフランス王）が幼君であることから、兄の遺言によりベッドフォード公はフランス摂政としてフランス占領地の行政を、弟グロスター公はイングランド国内の行政を執ることになったが、議会はベッドフォード公を護国卿に指名し、グロスター公はベッドフォード公不在時の代理としている。しかしベッドフォード公は兄の遺言通りイングランドの政治については弟に任せ、自身はフランス内のイングランド領であるノルマンディーやパリ（イル＝ド＝フランス）の統治と百年戦争でのイングランド軍の総指揮に集中した。
翌1423年にはブルゴーニュ派との同盟関係を強化するため、ブルゴーニュ公フィリップ3世（善良公）の妹アンヌと結婚した。彼女はイングランドとブルゴーニュ派の間に生じた問題の解決に何度も尽力してくれた。しかし、同時に挙行されたブルターニュ公ジャン5世の弟アルテュール・ド・リッシュモンと善良公とアンヌの姉マルグリットとの結婚を通してブルターニュとも同盟を結ぼうとしたが、ブルターニュ公は中立を貫き、リッシュモンに至っては後にフランスへ走っているためブルターニュの抱きこみに失敗した。
1424年のヴェルヌイユの戦いでは自らイングランド軍の陣頭指揮をとり、ブールジュのシャルル7世に雇われたスコットランドやロンバルドの傭兵軍団を主力とするフランス軍を破り、イングランド軍の最優勢期を築いた。しかし資金不足でロワール河畔への進軍ができず、この勝利を有効に生かすことはできなかった。
ベッドフォード公の抱える問題はフランスで孤軍奮闘状態になっていることだった。同盟者のはずの善良公はアルマニャック派（シャルル7世勢力）との闘いにはほとんど関心がなく、フランドル政策に熱中していた。イングランド国内でもグロスター公は北部国境スコットランドを危険視してフランス政策に消極的だった。外部からの援助が期待できないベッドフォード公としては、せめてノルマンディー公領をはじめとする占領地からの収入は固める必要があり、そのためにノルマンディー三部会を定期的に開催した。また、占領統治の手足となる官僚養成のため1431年にカーンでカーン大学を設立している。

### エノー女伯とブルゴーニュ公の戦いをめぐって

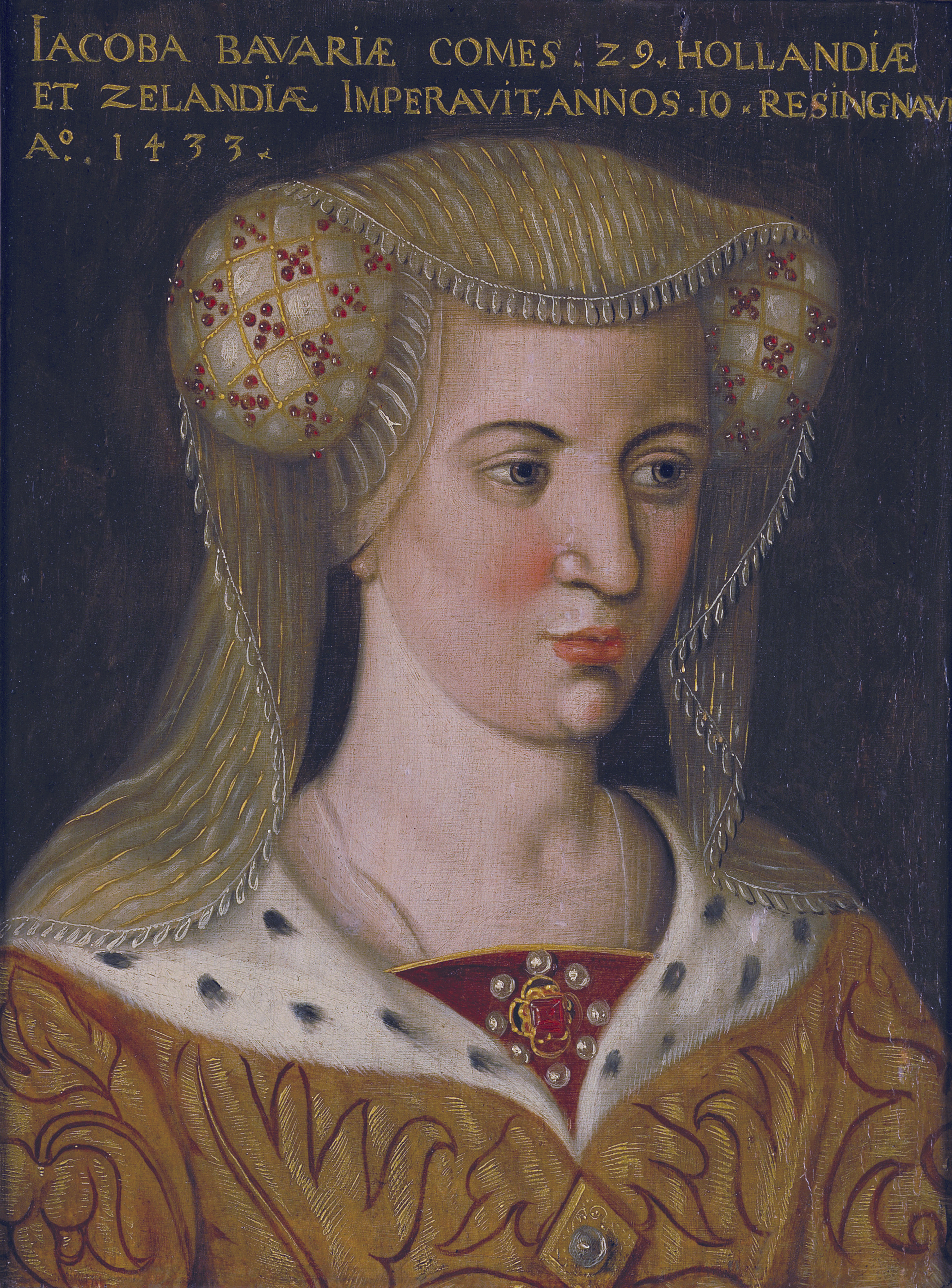
エノー女伯ジャクリーヌ

1425年10月には弟グロスター公とその妻エノー女伯ジャクリーヌがエノー継承権を求めて同地へ進軍し、同じく同地の継承権を主張する善良公と対立した。ベッドフォード公にとってははた迷惑以外の何物でもなく、これによってベッドフォード公と善良公の同盟関係も怪しくなってしまった。しかし結局弟がジャクリーヌを見捨ててロンドンへ逃げ帰ってくれたので、ベッドフォード公は善良公への圧力を再び強められるようになった。
1426年には海軍司令長官に就任した。1427年には本国でヘンリー6世の補佐をめぐって弟と義理の叔父ウィンチェスター司教ヘンリー・ボーフォートの対立が深まったため、急遽帰国してその仲裁に当たっている。バット議会を招集することで両者の和解にこぎつけた。
1428年にデルフトでジャクリーヌと善良公の間に協定が結ばれ、善良公がジャクリーヌのエノー、ホラント、ゼーラントの権利の相続人となった。この際にベッドフォード公は善良公に対してジャクリーヌ支援を放棄する代わりに対フランス戦争に参加するよう求めたが、善良公は拒否して動かず、中立的立場をとった。

### ジャンヌ・ダルクとの戦い

ジャンヌ・ダルク（ドミニク・アングル画）

ベッドフォード公は丁寧に後方を固めることを好む人で、フランス西部でノルマンディーの南隣にあるメーヌ・アンジュー・トゥーレーヌの征服が戦略目標だったが、戦線の膠着状態が続く中、主戦派の第13代ウォリック伯リチャード・ド・ビーチャムや第4代ソールズベリー伯トマス・モンタギューから突き上げられてフランス中部のオルレアン包囲作戦を決定した。面の支配ではなく、南下してオルレアンという点の支配で一気にシャルル7世がいるブールジュの王宮まで侵攻する計画である。また戦局を緊迫化させることで善良公をいやおうなしに対フランス戦争に引きずり込めるという思惑があった。
しかし、包囲戦が始まった直後の1428年11月にソールズベリー伯が戦死して第4代サフォーク伯ウィリアム・ド・ラ・ポール、第7代タルボット男爵ジョン・タルボット（後の初代シュルーズベリー伯）、トーマス・スケールズらが指揮を引き継いだが戦闘は長期化、1429年5月にジャンヌ・ダルク率いるフランス軍にトゥーレル要塞を落とされ、包囲されていたオルレアンは解放された。作戦の失敗を知ったパリのベッドフォード公は、ジョン・ファストルフ率いる援軍をパリから送ってタルボットらが率いるオルレアン攻囲残党軍と合流させたが、彼らは6月にパテーの戦いで敗れて壊滅してしまった。
これによりフランス軍にランスへの道が開かれ、7月にはシャルル7世がジャンヌらを引き連れてランス大聖堂で戴冠式に臨んだ。8月にはジャンヌ率いるフランス軍がパリに接近してきた。ベッドフォード公はパリ市の壁や市民軍を強化し、忠誠確認などで市内の徹底した思想統制を図って防衛力を強化した。その結果、9月のパリ包囲戦でフランス軍を退けることに成功した。
1430年2月には善良公にイル＝ド＝フランス東部ブリとシャンパーニュへの統制権を認め、それを餌にしてブルゴーニュ派のコンピエーニュ包囲戦への参戦を取りつけた（善良公としてはイギリスと全面共同作戦を行う意思などなかったが、目下同盟者ベッドフォード公の顔を立てておく必要があったし、ブリとシャンパーニュを手に入れておけばシャルル7世との和解交渉の時に役に立つと考えていた）。
この作戦は1430年夏いっぱい続けられたが、イングランド軍とブルゴーニュ軍の敗北で終わった。しかしこの戦いの最中の5月23日にブルゴーニュ軍がジャンヌを捕虜にすることに成功した。コンピエーニュを管轄するボーヴェ司教ピエール・コーションを通じてジャンヌの身柄を買い受け、コーションを裁判長とする宗教裁判に引き渡した。1431年1月から5月にかけて彼女の宗教裁判が行われたが、最終的には獄中で男装したことで戻り異端の罪を犯したとされて、5月29日に世俗裁判権（イングランド）に返還された。ベッドフォード公は重ねて世俗裁判を行わず、翌30日にジャンヌを火刑に処した。

### 失意の晩年
ジャンヌを処刑した後、ルーヴィエに攻勢を開始させ、本国からの増援も得て10月に同市を陥落させることに成功した。さらに12月17日にはヘンリー6世をパリのノートルダム大聖堂でフランス王として戴冠させたが、イングランド軍の劣勢が覆しがたくなりはじめていたため、戴冠式後にはヘンリー6世を早々に帰国させた。
1432年以降にはイングランドの敗色が目立つようになり、同年2月20日にはシャルトルをフランス軍に奪還された。その数か月後にはパリとシャンパーニュの間に位置し、輸送隊を組織するのに重要であったラニ攻囲を撤収する羽目になった。11月にはブルゴーニュ派との懸け橋の1つである妻アンヌを失った。1434年にはノルマンディーのベサン地方がベッドフォード公の課した重税に耐え切れずに蜂起を開始した。他のノルマンディー地方もほとんど統制が利かなくなっており、野盗が急増して無法地帯と化していた。
晩年には主戦派であるグロスター公からも戦況悪化の責任を追及されるようになり、1435年9月14日に失意のまま46歳でルーアンで薨去した。1週間後の9月21日にはついに善良公とシャルル7世がアラスの和約を結んで和睦し、1436年4月にはパリが陥落した。以後イングランドは劣勢を覆せず、百年戦争の終戦を迎えることになる。

## 人物
ジャンヌ・ダルクを処刑したことで悪名高い人物だが、優れた軍人にして、有能な為政者であったという。
ベッドフォード公は晩年に国王ヘンリー6世に宛てた書簡の中で次のように書いて自らの敗因を「ラ・ピュセル（ジャンヌ）」の登場に求めている。「オルレアン攻囲に着手した時までは万事が陛下にとって好都合に進んでおりました。（略）かの地にあまた集結しておりました陛下の軍に一見したところ神の御手によるとも思える大打撃が加えられました。その原因の大なるものは確固たる確信の欠如と、兵士たちが悪魔の弟子・手先のピュセルなる者に対して抱いていた許しがたい恐れにあります。この者はまやかしの魔法、妖術を操ります。かかる打撃と敗北がひとえに陛下の軍の数を大幅に減少せしめたのであります」。

## 家族
1423年にトロワでブルゴーニュ公ジャン1世（無怖公）の娘でフィリップ3世（善良公）の妹アンヌと結婚した。1432年にアンヌと死別後、翌1433年にサン＝ポル伯ピエール1世の娘ジャケットと再婚したが、いずれの結婚でも子は得られていない。
ジャケットはベッドフォード公と死別した後、初代リヴァーズ伯爵リチャード・ウッドヴィルと再婚している。この2人の間の娘エリザベスはエドワード4世の王妃となった。

## ベッドフォード公を演じた人物

### 俳優
- フレデリック・ワーロック（1948年、アメリカ映画『ジャンヌ・ダーク』）
- パトリック・ガーランド（英語版）（1960年、イギリス・テレビ『An Age of Kings』）
- テニエル・エヴァンズ（英語版）（1983年、イギリス・テレビ『The First Part of Henry the Sixth』）
- ミシェル・エチェベリ（フランス語版）（1989年、フランス・テレビ『Jeanne d'Arc, le pouvoir de l'innocence』）
- ジョナサン・ハイド（1999年、アメリカ・テレビ『ヴァージン・ブレイド ジャンヌ・ダルクの真実』）
- デイヴィッド・ガント（英語版）（1999年、フランス・アメリカ映画『ジャンヌ・ダルク』）
- 山口馬木也（2010年、日本舞台『ジャンヌ・ダルク』）

### 声優
- 石森達幸（2006年、日本ゲーム『JEANNE D'ARC』）